# Важенин, Виктор Михайлович
Виктор Михайлович Важенин (1906—1974) — Гвардии полковник Советской Армии, участник боёв на Халхин-Голе и Великой Отечественной войны, Герой Советского Союза (1945).

## Биография
Виктор Важенин родился 15 сентября 1906 года в селе Лебедянка (ныне — Анжеро-Судженский городской совет Кемеровской области) в шахтёрской семье. Проживал в селе Новая Заимка Заводоуковского района Тюменской области. Окончил семь классов школы, после чего работал на железной дороге. В 1928 году Важенин был призван на службу в Рабоче-крестьянскую Красную Армию. В 1929 году Важенин вступил в ВКП(б). В 1931 году он окончил Омскую пехотную школу имени М. В. Фрунзе. Прошёл путь от командира стрелкового и пулемётного взводов до начальника штаба 127-го стрелкового полка 57-й стрелковой дивизии Забайкальского военного округа. В 1939 году принимал участие в боях на Халхине-Голе. В 1943 году Важенин окончил курсы «Выстрел» и в марте того же года был направлен на фронт Великой Отечественной войны. Принимал участие в боях на Юго-Западном, 3-м Украинском, 1-м Белорусском фронтах. Во время боёв дважды был ранен.
Принимал участие в боях на Северском Донце, Донбасской операции, битве за Днепр, ликвидации Никопольского плацдарма, освобождении Одессы, Люблин-Брестской операции, боях за Магнушевский плацдарм, Висло-Одерской операции, форсировании Одера, боях за Кюстрин и Берлин. Был командиром 216-го гвардейского стрелкового полка 79-й гвардейской стрелковой дивизии. Отличился во время боёв за Магнушевский плацдарм.
1 августа 1944 года полк Важенина переправился через Вислу в районе польской деревни Магнушев, после чего в течение десяти часов вёл бой за плацдарм на западном берегу реки. Полку удалось продвинуться на пять километров вперёд, освободить несколько населённых пунктов и обеспечить тем самым переправу остальных подразделений дивизии.
Указом Президиума Верховного Совета СССР от 24 марта 1945 года за «образцовое выполнение боевых заданий командования на фронте борьбы с немецкими захватчиками и проявленные при этом мужество и героизм» гвардии подполковник Виктор Важенин был удостоен высокого звания Героя Советского Союза с вручением ордена Ленина и медали «Золотая Звезда» за номером 5166.
После окончания войны Важенин продолжал службу в должности командира полка 8-й гвардейской армии ГСВГ. С 1949 году он был старшим советником военного министерства ГДР. В 1953 году в звании полковника Важенин был уволен в запас. Проживал и работал в Запорожье, скончался 15 сентября 1974 года, похоронен в Запорожье.
В память о Важенине назван ежегодный открытый турнир по гиревому спорту, проходящий в Заводоуковске.

## Награды и звания
- Герой Советского Союза.Указ Президиума Верховного Совета СССР от 24 марта 1945 года :
  - Орден Ленина,
  - Медаль «Золотая Звезда» № 5166 .

- Орден Ленина.Указ Президиума Верховного Совета СССР от 3 ноября 1953 года.
- Орден Красного Знамени.Приказ командующего 6 армией № 091 от 3 октября 1943 года.
- Орден Красного Знамени.Приказ командующего 8 гвардейской армией № 253/н от 14 августа 1944 года.
- Орден Красного Знамени.Приказ командующего 8 гвардейской армией № 480/н от 17 февраля 1945 года.
- Орден Красного Знамени.Указ Президиума Верховного Совета СССР (?) от 20 июня 1949 года.
- Орден Суворова III степени. Приказ Военного совета 3 Украинского фронта № 6/н от 5 февраля 1944 года.
- Орден Красной Звезды.(3 ноября 1944 года).
- Медаль «За отвагу».Указ Президиума Верховного Совета СССР от 18 мая 1940 года.
- Медаль «За освобождение Варшавы».Указ Президиума Верховного Совета СССР от 9 июня 1945 года.
- Медаль «За взятие Берлина».Указ Президиума Верховного Совета СССР от 9 июня 1945 года.
- Медаль «За победу над Германией в Великой Отечественной войне 1941—1945 гг.».Указ Президиума Верховного Совета СССР от 9 мая 1945 года.
- Медали СССР.